# یاکاپینار (یورغیر)
یاکاپینار (به ترکی استانبولی: Yakapınar) یک منطقهٔ مسکونی در ترکیه است که در یورغیر واقع شده‌است.